# Joe Cardona
Joe Cardona (El Cajon, 16 aprile 1992) è un giocatore di football americano statunitense che milita nel ruolo di long snapper per i Miami Dolphins della National Football League (NFL).

## Carriera

### New England Patriots
Dopo avere giocato al college a football all'Accademia Navale, Cardona fu scelto nel corso del quinto giro (166º assoluto) del Draft NFL 2015 dai New England Patriots. Debuttò come professionista nella vittoria del primo turno contro i Pittsburgh Steelers.
Il 5 febbraio 2017 vince il suo primo Super Bowl, il LI, disputato dai Patriots contro gli Atlanta Falcons e vinto dai primi, ai tempi supplementari (prima volta nella storia del Super Bowl), con il punteggio di 34-28.
Alla fine della stagione 2018 Cardona vinse il Super Bowl LIII battendo i Los Angeles Rams per 13-3, conquistando il suo secondo anello.

### Miami Dolphins
Il 9 maggio 2025 Cardona firmò con i Miami Dolphins.

## Palmarès

### Franchigia
- Super Bowl : 2

New England Patriots: LI, LIII
- American Football Conference Championship: 3

New England Patriots: 2016, 2017, 2018